# Nagant M1895
Nagant M 1895 byl kvalitním revolverem belgické konstrukce, široce používaným v ruské a později sovětské armádě od roku 1895 až do let druhé světové války. Zaveden byl ve dvou hlavních variantách – s jednočinným spoušťovým mechanizmem pro mužstvo a dvoučinným pro důstojníky. Vyráběl se nejprve v Lutychu a později také v ruské státní zbrojovce v Tule, nejvíce v letech 1914–1917. Poslední kus byl vyroben v roce 1945.

## Historie
Revolvery systému Nagant konstruovali bratři Léon a Émile Nagantové v belgickém Lutychu. Těšily se velké oblibě a rozšířily se do výzbroje několika zemí. Byly kopírovány nebo napodobovány řadou belgických, německých a španělských firem. Charakteristickým znakem je u nich uzavřený rám, originální konstrukce nabíjecí klapky s listovou pružinou a hlaveň zašroubovaná do rámu. Pozdější modely mají odnímatelné stěny rámu a dopředu posuvné válce bránící úniku plynů štěrbinou mezi hlavní a válcem (tuto úpravu přidal Léon Nagant v roce 1894, inspirován konstrukcí Henriho Piepera). Nejrozšířenější modely byly Nagant 1887, 1895 a 1910.
Revolver Nagant M1895 se vyráběl se od roku 1895 až do roku 1945. Měl uzavřený rám a jednotlivé vyhazování nábojnic. Jako jeden z prvních revolverů měl vyřešen problém s únikem plynu ze spáry mezi válcem a hlavní při střelbě. Řešení spočívalo v použití pohyblivého válce a zvláštních nábojnic, ve kterých byla střela zcela zapuštěna. Dopředný pohyb válce nábojnici před výstřelem zasouval v délce cca 2 mm do hlavně, čímž docházelo k utěsnění komory. Revolver používal náboje ráže 7,62 mm plněné bezdýmným prachem, válec obsahoval 7 nábojů. Tento model byl ve výzbroji v Rusku a SSSR, vyráběl se také v Polsku. Byl považován za velmi spolehlivou zbraň.
V roce 1895 se tento revolver stal standardní součástí výzbroje ruské carské armády pod označením 3-čárkový revolver vzor 1895 systém Nagant (3-čárkový bylo označení ráže – jedna čárka je 0,1 palce, 3 čárky jsou 0,3 palce, tedy 7,62 mm). Revolver byl do Ruska zpočátku dovážen z Lutychu, carské velení armády si ale uvědomilo strategickou nevýhodu takovéto závislosti a rozhodlo se odkoupit od firmy Nagant technologii a výrobní práva. Od roku 1898 tak výroba dalších zbraní probíhala ve zbrojovce v Tule.
V carské armádě existovaly revolvery Nagant s dvoučinným (pro důstojníky) a jednočinným (pro mužstvo) bicím a spoušťovým ústrojím. U dvoučinného revolveru se před výstřelem po stisknutí spouště bicí kohout natáhl automaticky. Jednočinný revolver pro mužstvo, u kterého bylo nutno před každým výstřelem kohout natáhnout, byl zaveden z důvodu, aby vojáci zbytečně neplýtvali střelivem při rychlé palbě. V první světové válce patřil tento revolver k základní výbavě ruské armády, odhaduje se, že jich bylo v používání cca 500 tisíc.
Od 30. let 20. století byl postupně nahrazován pistolí TT-33, jeho výroba však v omezeném množství pokračovala. Do Rudé armády byl zaveden pouze vzor s dvoučinnou funkcí. Zůstal ve výzbroji během druhé světové války až do poválečného období, kdy se používal na střelnicích pro disciplínu velkorážový revolver.
V průběhu služby neprodělal žádnou významnější modifikaci, pouze jeho mířidla byla mírně pozměněna. V malém množství byla vyráběna zkrácená verze revolveru a sportovní verze s upravenou rukojetí a hlavní prodlouženou na 30 cm, existovala také verze ráže .22 pro cvičné účely. Speciální verze měla i tlumič hluku výstřelu. Jednalo přitom o tlumič integrovaný, tzn. pokud ho střelec chtěl odstranit, revolver nebyl schopen střelby, tedy střelby přesné a bezpečné. Revolver Nagant s tlumičem využívala například KGB.